# ポートスーダン新国際空港
ポートスーダン新国際空港（ポートスーダンしんこくさいくうこう、阿: مطار بورتسودان الدولي الجديد,英: Port Sudan New International Airport）は、スーダン共和国の、ポートスーダンにある国際空港。 
市の南20キロに位置しており、スーダンで2番目に大きい国際空港である。 2014年現在、IATAの正会員である。 

## 就航航空会社と就航都市
| 航空会社                  | 就航地 |
| ------------------------- | --- |
| バドル航空                | ハルツーム国際空港（ハルツーム）、カイロ国際空港（カイロ）、キング・アブドゥルアズィーズ国際空港（ジェッダ） |
| タルコ・エア              | ハルツーム国際空港（ハルツーム）                                                                             |
| サウディア                | キング・アブドゥルアズィーズ国際空港（ジェッダ）                                                             |
| フライドバイ              | ハルツーム国際空港（ハルツーム）、ドバイ国際空港（ドバイ）                                                   |
| ターキッシュ エアラインズ | ハルツーム国際空港（ハルツーム）、イスタンブール空港（イスタンブール）(2020年2月27日より就航予定)            |

## 事故と事件
2003年7月8日、スーダン航空139便がエンジン故障に見舞われ墜落した。乗員乗客117人中116人が死亡した。 原因は、エンジン故障とパイロットエラーで、生存者は2歳の少年だけだった。

## 参照資料
1. ↑  “:: Badr Airlines ::”. www.badrairlines.com. 2019年10月30日閲覧。
2. ↑  2018, UBM (UK) Ltd.. “Saudia plans Port Sudan launch in S17”. 2019年10月30日閲覧。
3. ↑  https://www.routesonline.com/news/38/airlineroute/283940/turkish-airlines-re-schedules-port-sudan-launch-to-late-feb-2020/